# İzmiri főegyházmegye
Az İzmiri főegyházmegye (latinul: Archidioecesis Smyrnensis) a római katolikus egyház egy törökországi latin főegyházmegyéje Anatoliában). Az érseki széke İzmirben található. A főegyházmegye főszékesegyháza a Szent János-székesegyház. A főegyházmegye területén egy világörökségi helyszín található, a Mária háza. Nem metropolita érseke Martin Kmetec O.F.M.Conv., Ferenc pápa nevezte ki İzmir érsekévé 2020. december 8-án.

## Szomszédos egyházmegyék
- Híoszi egyházmegye (nyugat)
- Isztambuli apostoli vikariátus (észak)
- Anatóliai apostoli vikariátus (kelet)
- Rodoszi főegyházmegye (dél)